# Chiisai Oyaji Nikki
Chiisai Oyaji Nikki (ちいさいおやじ日記?) è un manga scritto e disegnato da Noi Asano. Pubblicata dalla casa editrice Ohzora Shuppan, l'opera ha ricevuto un adattamento anime nell'ottobre 2012, portato sugli schermi da Chiba TV col titolo di Chiisana Ojisan (ちいさなおじさん?).

## Trama
In una piovosa giornata qualunque, la protagonista si imbatte in una magica creatura a metà strada fra un folletto ed un qualsiasi vecchietto. Riparatolo dal maltempo, la ragazzina decide di adottarlo e, sebbene i due abbiano ben  poco in comune e difficilmente parlino fra di loro, tra loro si instaura una magica e surreale amicizia.

## Personaggi
Chīsana ojisan (ちいさなおじさん?)
Doppiato da Chō
Alto circa 7 cm, è il misterioso vecchietto che la protagonista incontra in una magica giornata piovosa.
Watashi (わたし? lett. "Io" in giapponese)
Doppiata da Nozomi Furuki
La bambina protagonista.